# 帕特南縣 (喬治亞州)
帕特南縣（英語：Putnam County）是美國喬治亞州中部的一個縣。面積934平方公里。根據美國2000年人口普查，共有人口18,812。縣治伊顿顿（Eatonton）。
成立於1807年12月10日。縣名紀念七年戰爭和美國獨立戰爭英雄，伊斯雷尔·帕特南。